# Yılanlıkaya, Yıldızeli
Yılanlıkaya là một xã thuộc huyện Yıldızeli, tỉnh Sivas, Thổ Nhĩ Kỳ. Dân số thời điểm năm 2011 là 39 người.